# Mark Slaughter
Mark Slaughter (született: Mark Allen Slaughter) (Las Vegas, Nevada, 1964. július 4. –) a Vinnie Vincent Invasion, majd a Slaughter énekese.

## Pályafutása
Első zenekara a Xcursion Before, ezt követően csatlakozott a Vinnie Vincenthez, az egykori Kiss-gitároshoz, így lett tagja a Vinnie Vincent Invasionnek. Az Invasion tagjaként ő énekelte fel a Rémálom az Elm utcában 4. betétdalát, a Love Killst.
Miután a Vinnie Vincentel fellépő szakmai ellentétek miatt kiváltak Dana Strummal a Vinnie Vincent Invasionból, megalapították az 1990-es évek elején, közepén sikeres Slaughter zenekart.

## Diszkográfia
Xcursion
- Xcursion (1983)
- Ready To Roll (1984)

Vinnie Vincent Invasion
- Vinnie Vincent Invasion (1986)
- All Systems Go (1988)

Slaughter
- Stick It to Ya (1990)
- The Wild Life (1992)
- Fear No Evil (1995)
- Revolution (1997)
- Back to Reality (1999)